# Heliophobus discrepans
Heliophobus discrepans är en fjärilsart som beskrevs av Walker 1865. Heliophobus discrepans ingår i släktet Heliophobus och familjen nattflyn. Inga underarter finns listade i Catalogue of Life.